# ベレッタ 92
ベレッタ・モデル92（イタリア語: Beretta modello 92）は、イタリアのベレッタ社が設計した自動拳銃。メーカー公式の表記ではないものの、日本語圏では慣習的にベレッタM92と称されることがある。M9拳銃の名称で制式採用したアメリカ軍を筆頭に、世界中の法執行機関や軍隊で幅広く使われている。

## 来歴
ベレッタ社は、1949年から1951年にかけてM1951を開発しており、これはイタリア軍で制式採用されていた。しかし1960年代後半になると性能の陳腐化が指摘されるようになっており、これに応えた同社は1970年から後継拳銃の開発に着手した。これによって開発されたのが本銃である。
開発にあたっては、現代の軍用拳銃として求められる機能を組み込むと同時に、当時、銃器を使用した凶悪犯罪への対処や対テロ作戦がクローズアップされていたことを考慮して、警察用拳銃としての使用も想定して設計が進められた。1975年には試作試験を終え、最初の量産型が発表された。

## 設計

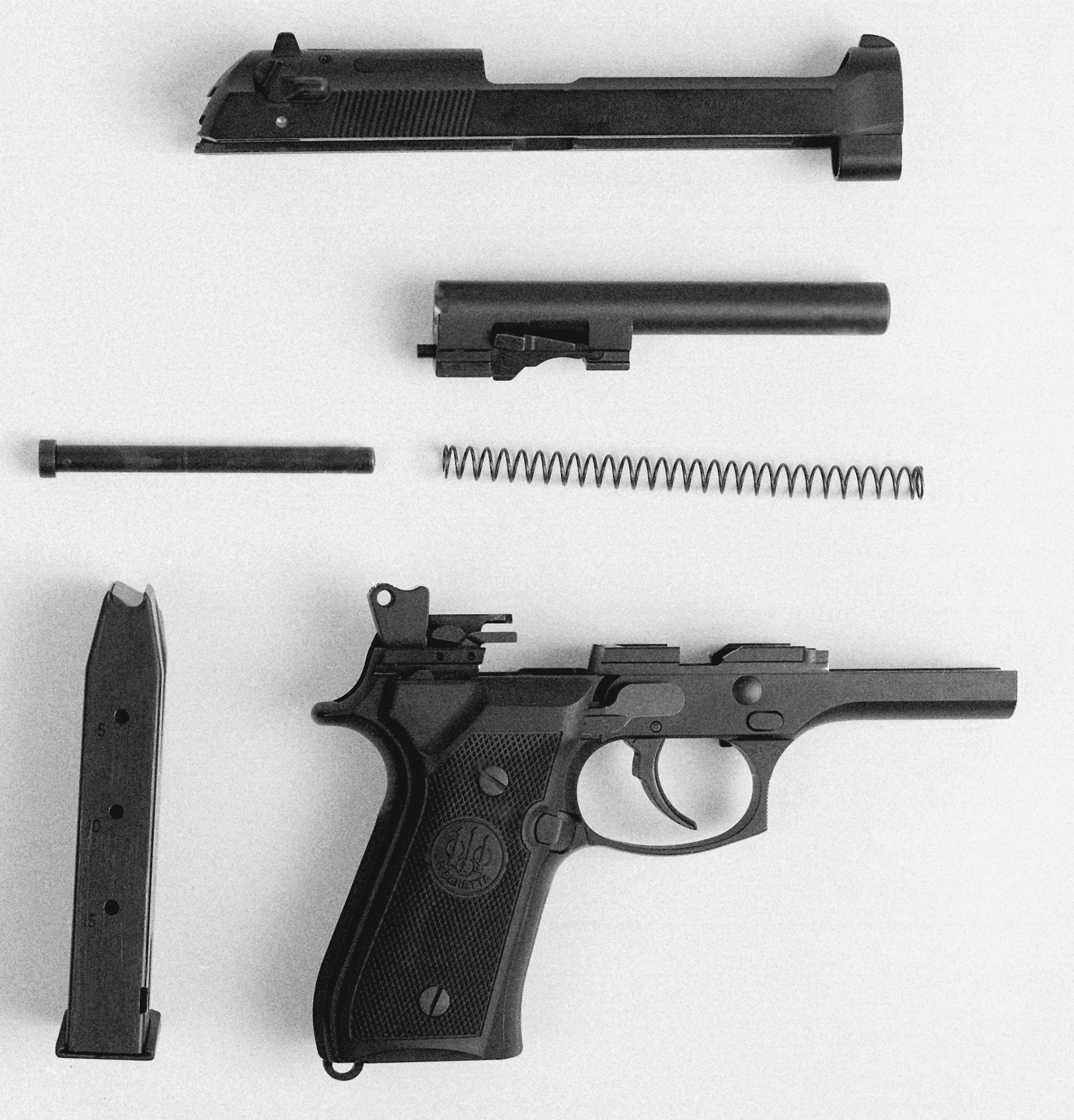
フィールドストリップしたベレッタM9

上記の経緯から全体的な構成は同社のM1951を踏襲しており、M1915以来となる、スライド上部を切り取ってバレルを露出させるという方式も同様である。ただし、軽量化のためにグリップ・フレーム（レシーバー）の素材は、スチールからアルミニウム合金に変更された（バレルとスライドはスチール製）。また、素材をステンレスに変更した "Inox" モデルもラインナップされている。
なお、軽量化のために最初期のモデルではスライドの前半部が削られて段になっていたが、軽量化の恩恵が小さいわりに製造工程が複雑化することから、まもなくこれは廃止され、スライド側面はフラットになった。また、のちには亀裂の入りやすいロッキングブロック付近を強化した「ブリガディア（ブリガデール）スライド」も開発されている。
閉鎖方式も、M1951と同様の独立ロッキング・ラグ式が採用された。これはワルサーP38を参考にしたもので、バレルが水平にショートリコイルしてバレル下面の降下式ロッキング・ラグにより、スライドとバレルをロックする。ただし、即応性を重視してトリガー・システムはダブルアクションを採用するよう、改められた。これはシングルアクションも可能なコンベンショナル型であり、ハンマーは露出式とされた。
M1951からのもう1つの大きな改良点が装弾数の増加で、複列弾倉（ダブルカラム・マガジン）に15発の9x19mmパラベラム弾を装填できる。また、口径のオプションとしては、9x19mmパラベラム弾を使用する92シリーズのほか、.40S&W弾を使用する96シリーズ、9x21mm IMI弾を使用する98シリーズ、7.65x21mmパラベラム弾を使用する99シリーズがある。
| ·        | Template‐ノート:同規模フリゲートに、このページに関する疑問があります。（2025年5月） 疑問の要約：テンプレート名と選択基準の妥当性 |                             |                                                   |                                                   |                                                   |                                                   |                           |                           |          |
|          | M1911 | BHP                         | P220                                              | Cz75                                              | 92F                                               | P226                                              | グロック17                | SFP9                      | MP-443   |
| 画像     | |                             |                                                   |                                                   |                                                   |                                                   |                           |                           |          |
| 口径     | .45 | 9mm                         | 9mm .45 等                                        | 9mm                                               | 9mm                                               | 9mm                                               | 9mm                       | 9mm                       | 9mm      |
| 装弾数   | 7発 | 13発                        | 9発                                               | 15発                                              | 15発                                              | 15発                                              | 17発                      | 15-20発                   | 18発     |
| 銃身長   | 127 mm | 118 mm                      | 112 mm                                            | 120 mm                                            | 125 mm                                            | 112 mm                                            | 114 mm                    | 104 mm                    | 112.5 mm |
| 全長     | 216 mm | 200 mm                      | 198 mm                                            | 206 mm                                            | 217 mm                                            | 196 mm                                            | 186 mm                    | 187 mm                    | 198 mm   |
| 重量     | 1,130 g | 810 g                       | 830 g                                             | 1,000 g                                           | 970 g                                             | 964 g                                             | 703 g                     | 753 g                     | 950 g    |
| 作動方式 | 反動利用 シングルアクション | 反動利用 シングルアクション | 反動利用 シングルアクションおよびダブルアクション | 反動利用 シングルアクションおよびダブルアクション | 反動利用 シングルアクションおよびダブルアクション | 反動利用 シングルアクションおよびダブルアクション | 反動利用 ダブルアクション | 反動利用 ダブルアクション | 反動利用 |

### バリエーション

#### ベースモデル
ベースモデルとして、下記のようなものがある。また、92FS以降のモデルには、上記のような口径別のオプションもある。
92
最初の量産型。上記の経緯から、ステップ・スライド型とフラット・スライド型がある。写真の92FSとの違いは、デコッキング機能のない安全装置がフレームについていること、マガジンキャッチがグリップ底部についていること、トリガーガード前方に指掛けがないこと、マガジン底が薄いことである。
92S
イタリア国家警察の要請に応じ、92の安全装置をスライドに移したモデル。
92SB
92Sのマガジンキャッチを、グリップのトリガーガード付け根に移したモデル。米軍の初期トライアルに提出された92S-1に準じたものである。
92F
92SBに表面処理の変更、クローム処理バレルの採用、トリガーガード前方に指掛けを追加し、マガジン挿入口を広げた。当初は92SB-Fと称されていた。アメリカ軍でM9として制式化された。

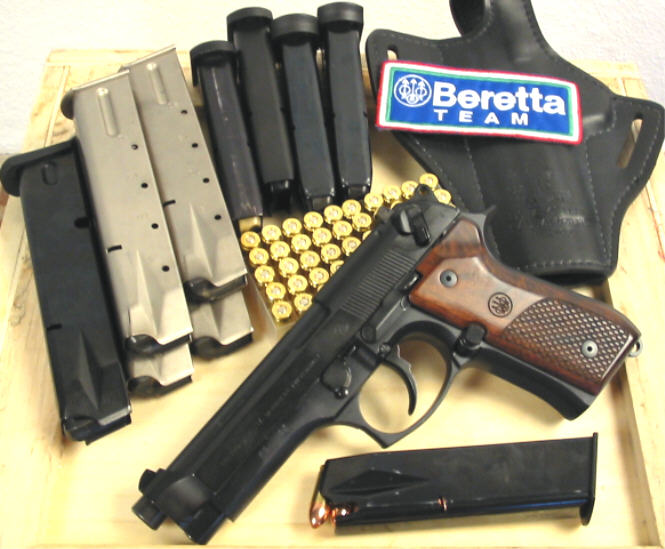
ベレッタ92FS

92FS
92Fをもとにハンマーピンの頭を大型化し、スライドの加工形状を修正したもの。M9で発生したスライド破損事故を受けた措置であり、同種の事故が発生してもスライド後半が後方へ脱落しそうになった際には、ハンマーピンの頭が食い止める構造になっている。
92D
92FSをもとに、トリガーをダブルアクションオンリーとし、デホーンド・ハンマーとしたモデル。トリガープルが重いために手動セイフティは省かれているが、復活させた92DSもある。警察用として1990年に発表された。
92G
92FSをもとに、手動セイフティにデコッキング機能を付与したモデル。1985年からPAMAS G1としてサン＝テティエンヌ造兵廠（MAS）でライセンス生産され、フランス軍に採用された。
92A1
92FSをもとに、フレーム下面にレールを設置したモデル。ウェポンライトなどを装着できるようになった。

#### 派生型

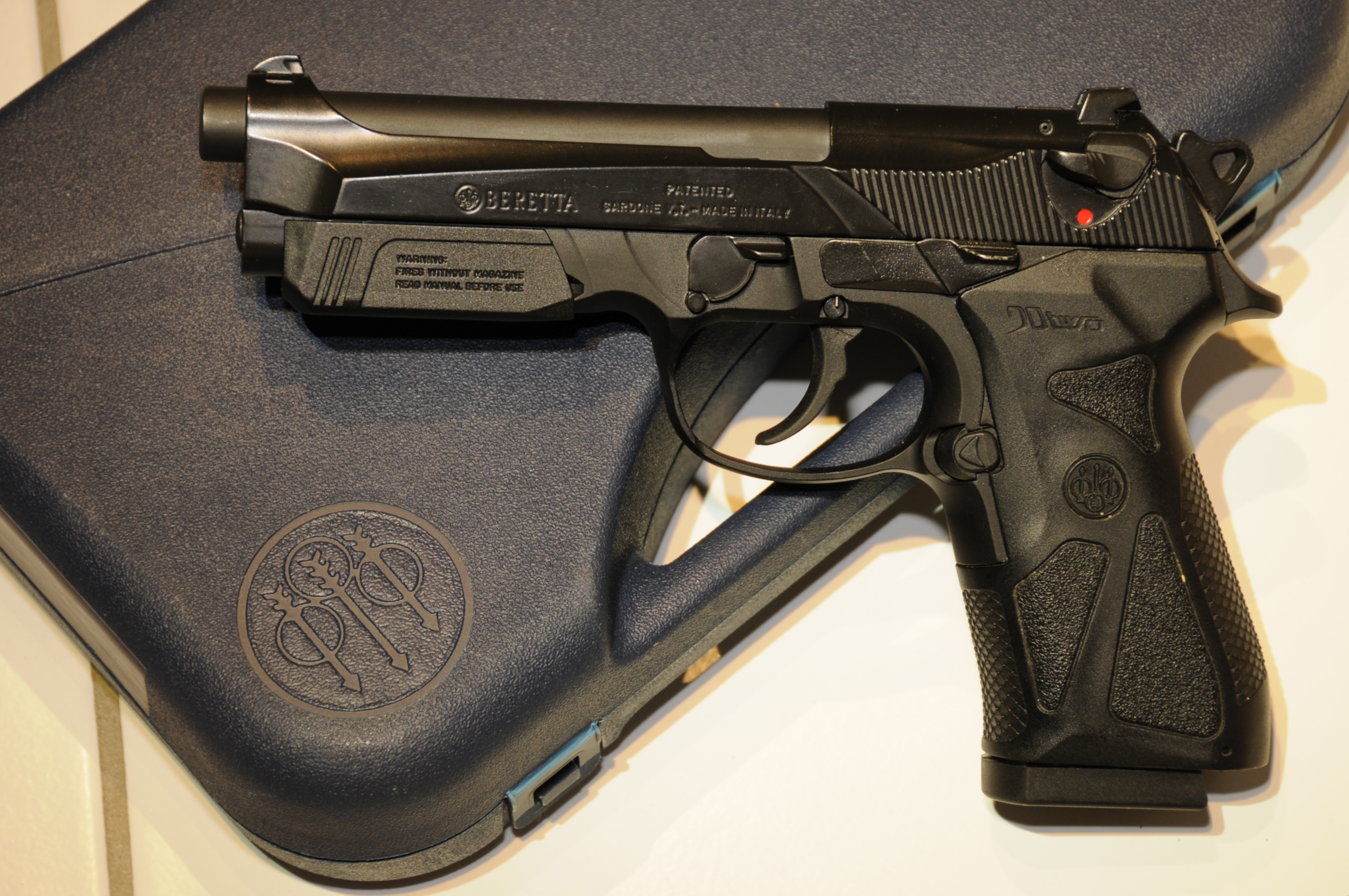
ベレッタ90-Two

上記のベースモデルのいくつかには、下記のような派生型がラインナップされている。
96 スティール 1
スチールフレームやフレームマウントのアンビセーフティを備えた、40S&W弾仕様タイプ。装弾数10発。

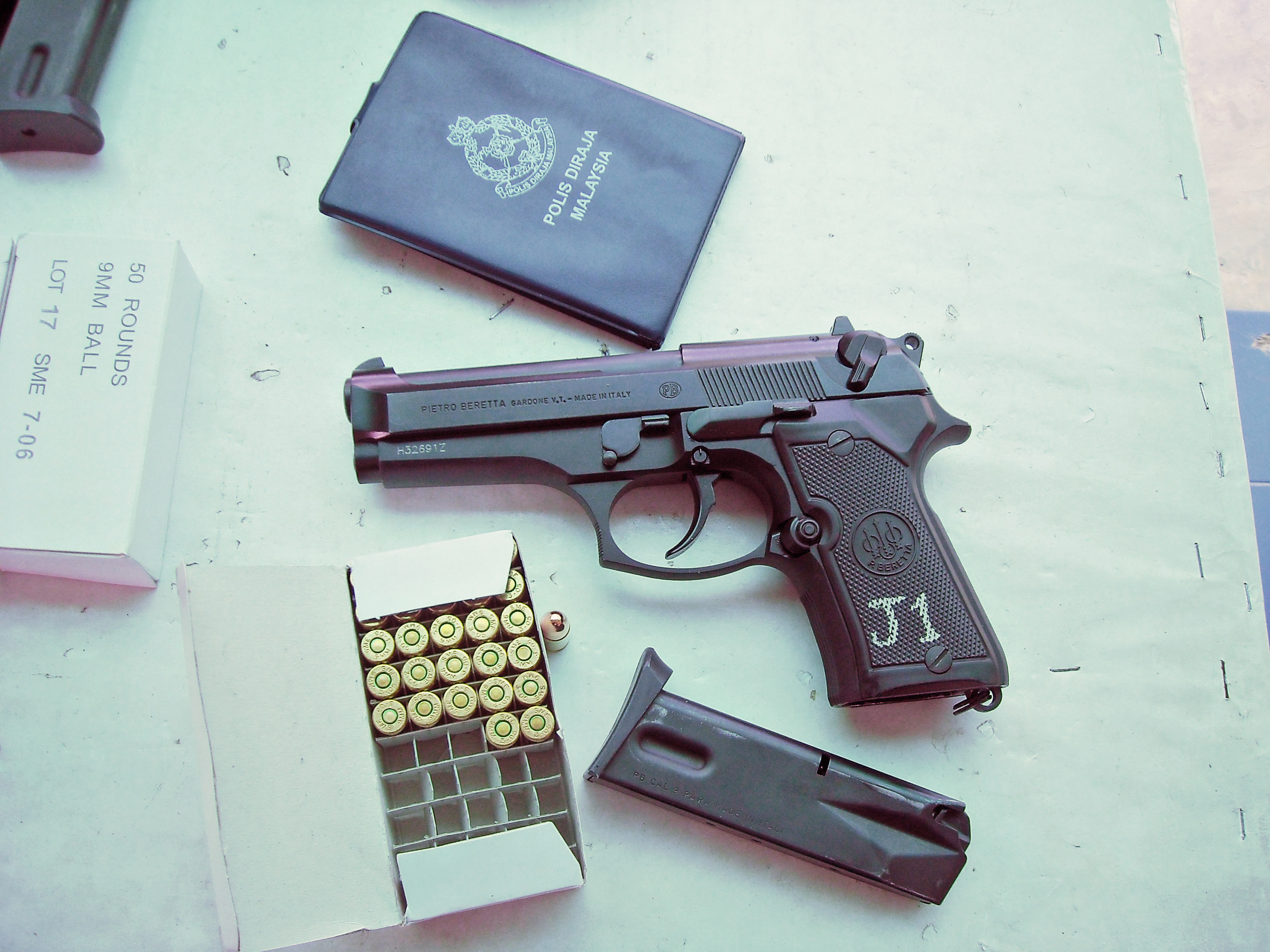
ベレッタ92コンパクト

コンパクト

バレル、スライド、グリップを切り詰めて小型軽量化したモデル。マガジンをシングルカラム化することで、さらに軽量化したタイプMもある。
センチュリオン
バレル、スライドを切り詰めて小型軽量化したモデル。 "コンパクト" と異なりグリップは切り詰めていないため、装弾数は標準型と同数である。
ヴァーテック
特殊部隊・法執行官モデル。主な変更点は以下の通り。
- グリップ後部のふくらみが無くなり、握りやすくなった。
- 92でスライドから出ていたバレル先端が切り取られ、全長の短縮が行われた。
- フレーム前方下部に20mmマウントレールが設置され、フラッシュライトなどのオプションを装備できるようになった。

ブリガディア
ブリガディアスライドを装備した強装弾対応モデル。
エリート
ブリガディアスライドを装備して強装弾に対応するとともに、下記のような改良を加えたモデル。
- 銃身をステンレス製とした。
- スライドから出ていたバレル先端を切り取り、ホルスターから抜きやすくした。
- グリップ上部を窪ませ、グリップしやすい形状とした。
- ロックタイムの短縮を狙ったスケルトンハンマーの使用。ハンマーを肉抜きし、軽量化した。
- ノバックサイトを採用した。
- マガジン底にマグバンパーを追加した。

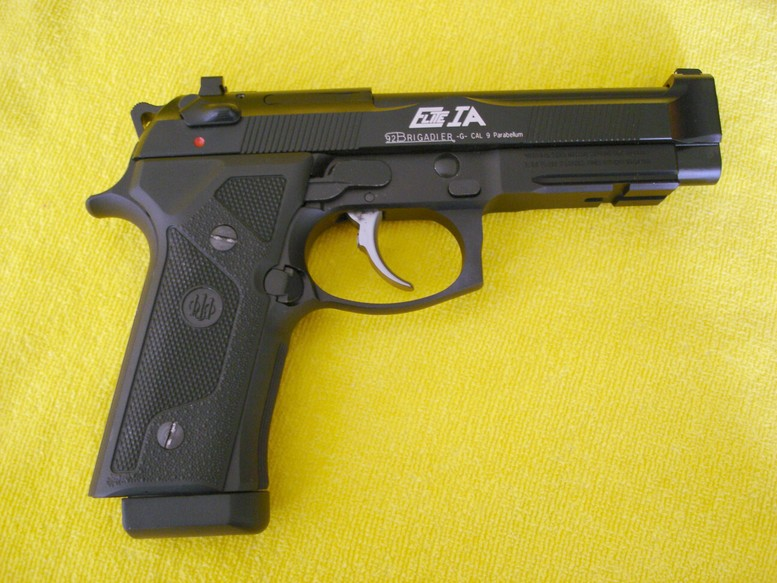
エリート IA

2002年のショットショーで登場した、M9をさらに使いやすくした改良モデル。下記のエリート IIとは兄弟分に当たるといって良い。M9との主な変更点は以下の通り。
- グリップ後部をストレート化し、グリップ後部の膨らみ（バックストラップ部分）をマガジンに沿うような形状に変更した。
- ブリガディアスライド（ステンレス、後述）を装備した。
- スケルトンハンマー（内側がハンマーにそってくり抜かれたようなもの）を装備した。
- ノバック社製の楔形サイト（照準器）を採用した。
- レーザーやライトを装備できるアンダーマウントレール付きフレームになっている。

また、エリートIAはブラックボディが特徴的であるが、シルバーモデルも存在する。
エリート II
Eliteをもとに、スライドもステンレス製として耐久力を向上させたモデル。
90-Two

92の後継発展型として設計・製作された拳銃。
92X
2019年から生産されている、射撃競技での使用に特化したモデル。金属フレームが採用され、重量は1,350gと増加している。またテイクダウンレバーとマニュアルセーフティが大きくせり出しており、サムレストとしても使用できるようになっている。

#### ライセンス生産等
各国で正規ライセンス生産品、無許可コピー品、派生型が製造販売されている。
Helwan model 92（エジプト）
Yavuz 16 Regard（トルコ）
トルコのYavuz社が製造している正規ライセンス品。ステンレスモデルやコンパクトモデルも存在し、アメリカではATI社がAT92として販売している。
M82（スペイン）
スペインのラーマ社が生産を行っている派生型。
PAMAS-G1（フランス）
フランスのサン＝テティエンヌ造兵廠が生産を行っており、フランス軍に制式採用されている。
トーラス PT92（ブラジル）
ブラジルのトーラス社が生産を行っている。初期型の92がベースになっているため、セーフティレバーはスライド側ではなく、フレーム側に設けられている。
ベクター Z88（南アフリカ）
南アフリカのベクター社によって生産されている。発展型としてSP1がある。
75式手槍（台湾）
第205兵站廠が製造。T75とも呼称され、国軍をはじめとする公的機関において使用されている。

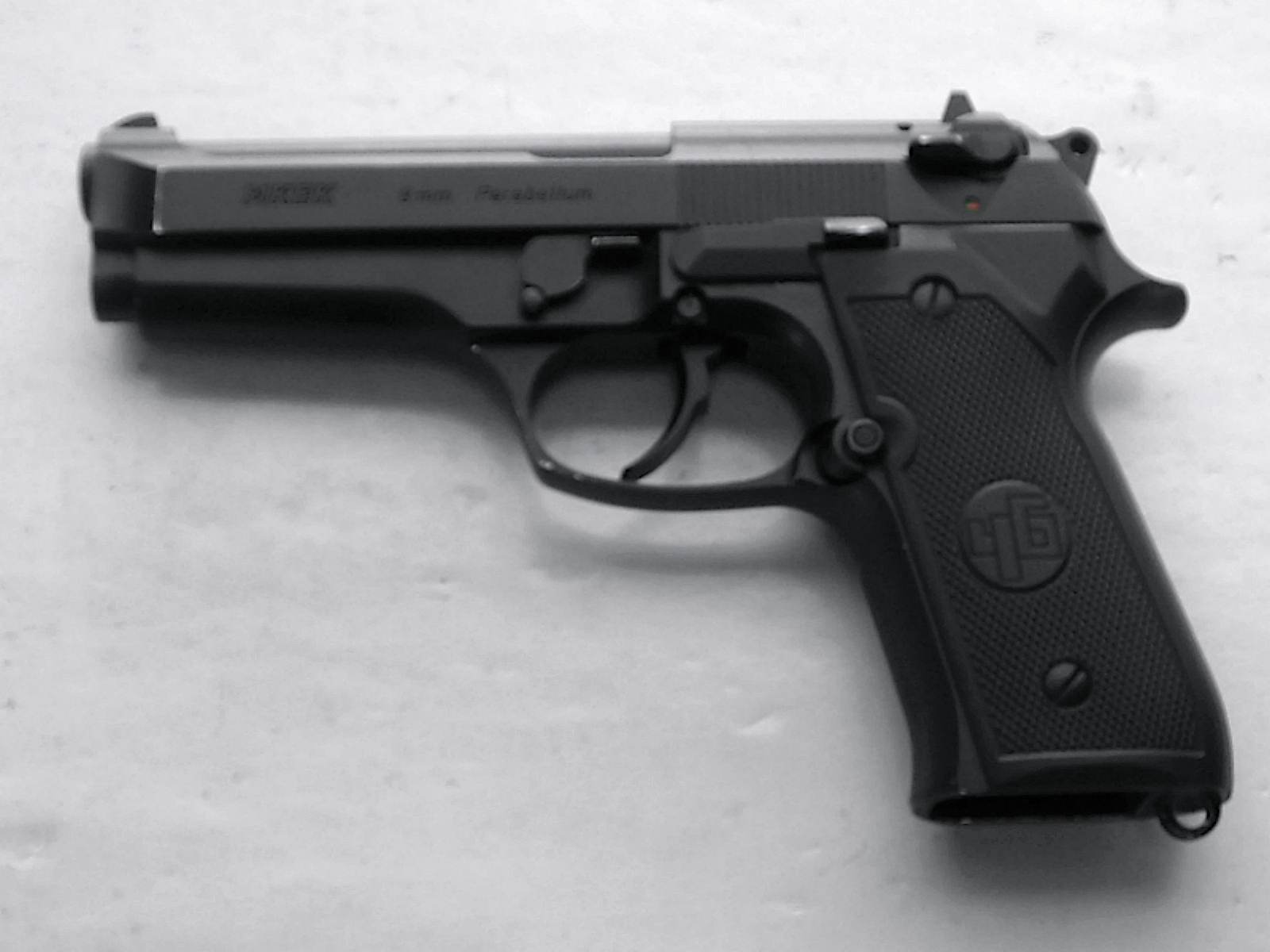
Yavuz 16 コンパクト
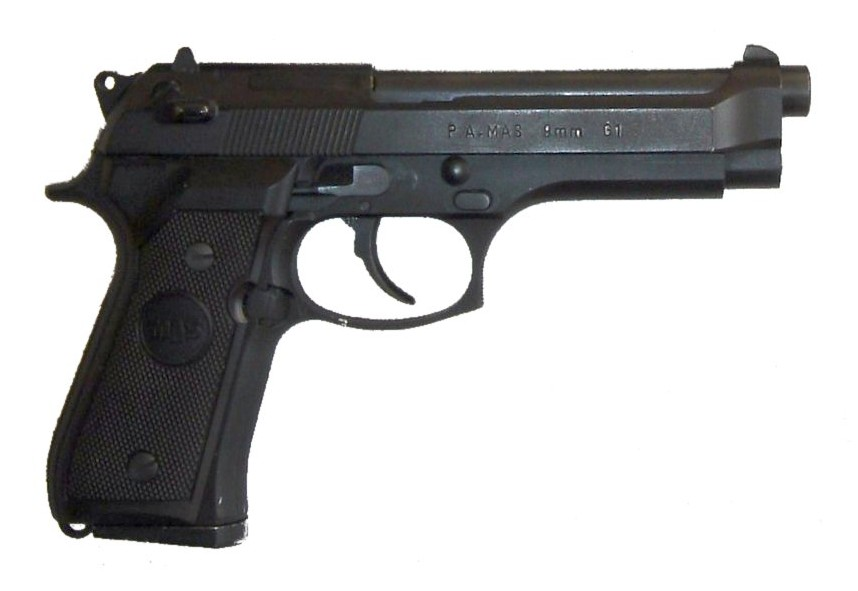
PAMAS G1
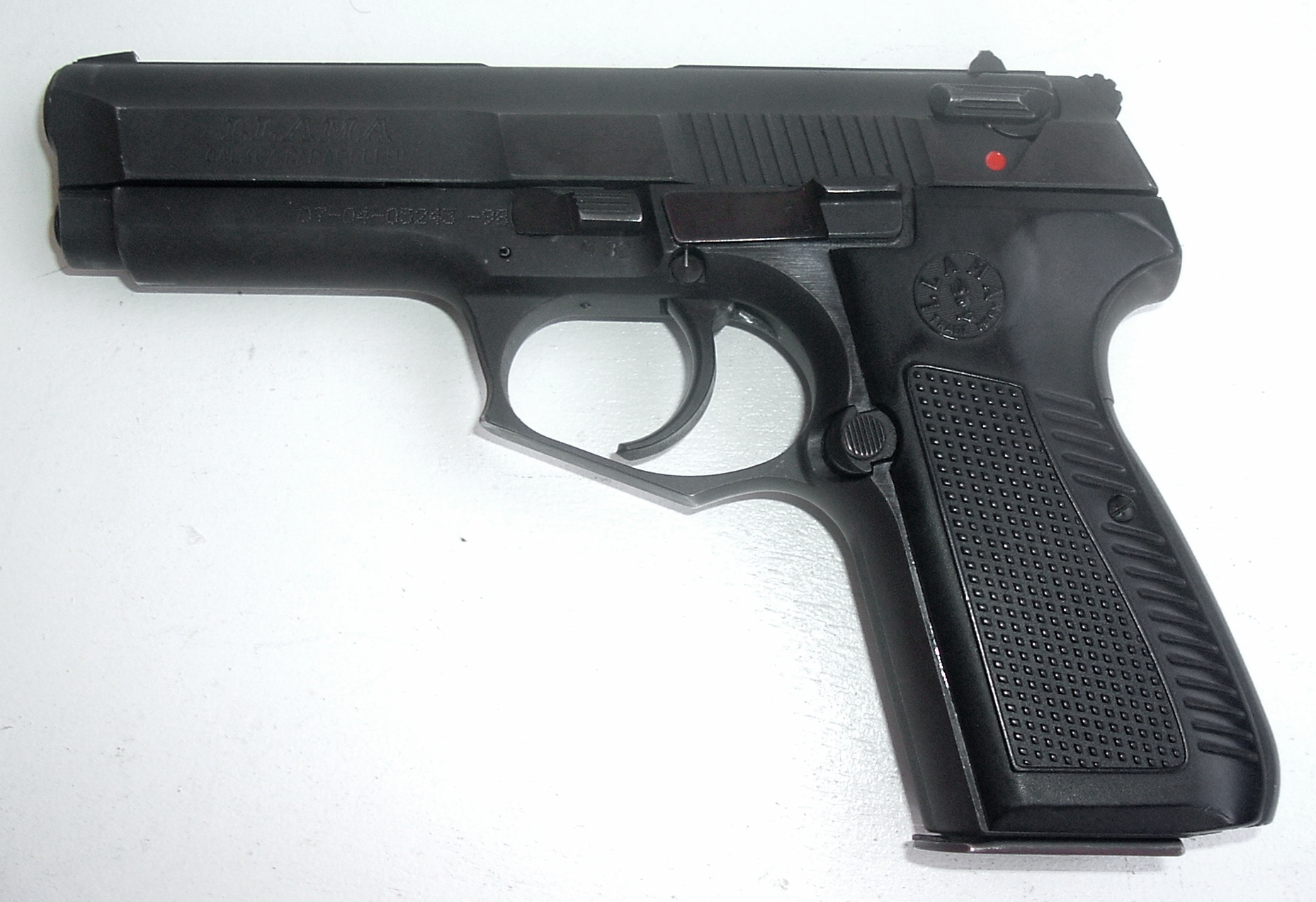
ラーマ M82
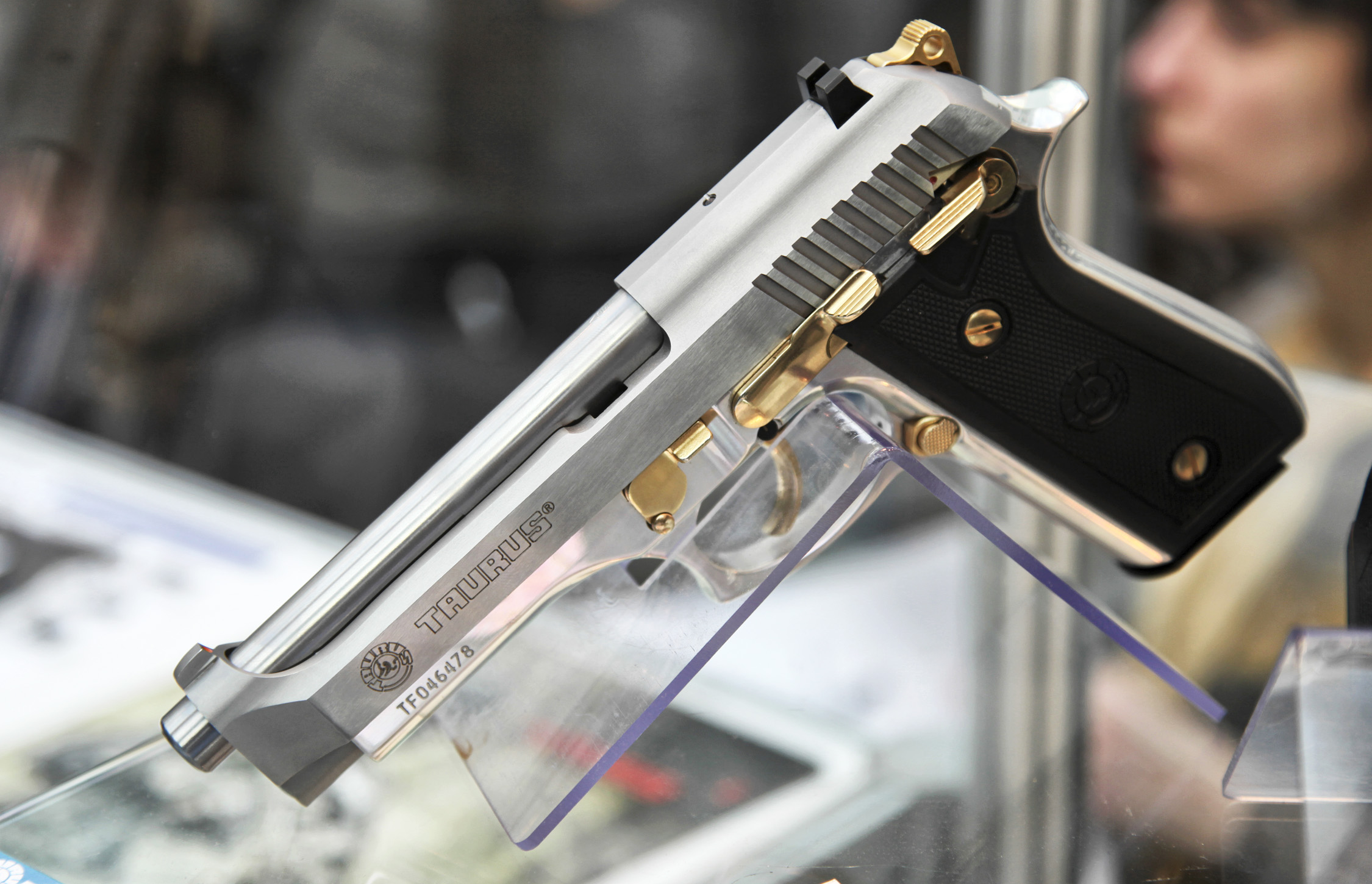
トーラス PT92
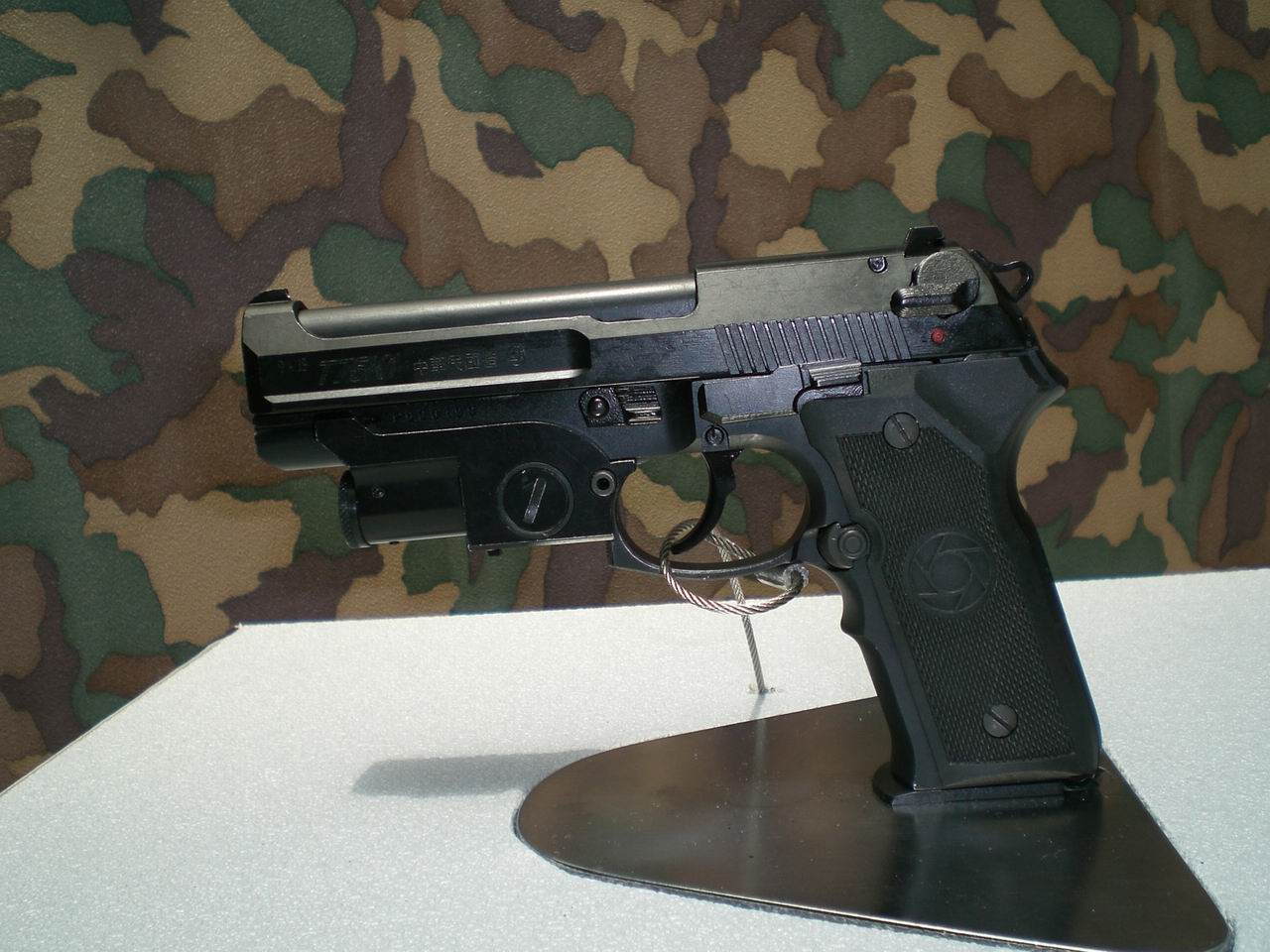
T75K1
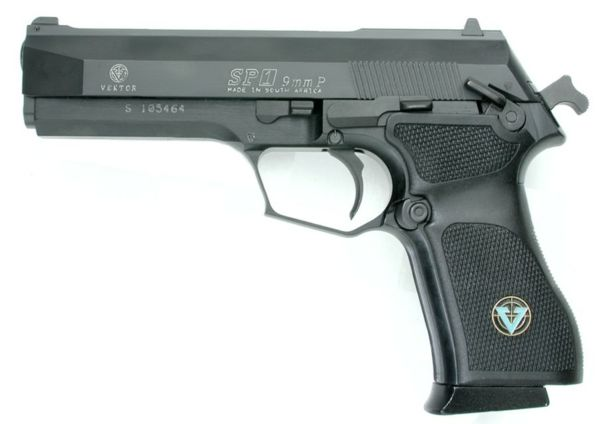
ベクターSP1

## ベレッタ92の遊戯銃
ベレッタ社の商標使用権は日本の遊戯銃メーカーウエスタンアームズによって独占されており、ウエスタンアームズ、および同社とライセンス契約を結んだメーカー（SIISや以前のマルシン工業など）以外は本体の刻印を忠実に再現した遊戯銃を販売できなかったが、玩具・模型での商標模倣はベレッタ社に損害を与えるものではないとして、KSCの製品は新規金型で刻印が復活している。また、軍用銃ゆえに商標登録されていないことから、92FS、92FSの軍用モデル（M9、92Fミリタリーモデル、PAMAS-G1など）を製品ラインナップに加えているメーカーが多い。
ウエスタンアームズ製の遊戯銃は、伊ベレッタ社のミュージアムルームに展示されている。